# Octomeria itatiaiae
Octomeria itatiaiae là một loài thực vật có hoa trong họ Lan. Loài này được Brade & Pabst mô tả khoa học đầu tiên năm 1966.